# ویلو استریت (پنسیلوانیا)
ویلو استریت (به انگلیسی: Willow Street) یک منطقهٔ مسکونی در ایالات متحده آمریکا است که در پنسیلوانیا واقع شده‌است. ویلو استریت ۷٬۵۷۸ نفر جمعیت دارد و ۱۴۶٫۹۲ متر بالاتر از سطح دریا واقع شده‌است.